# Metter
Metter is een plaats (city) in de Amerikaanse staat Georgia, en valt bestuurlijk gezien onder Candler County.

## Demografie
Bij de volkstelling in 2000 werd het aantal inwoners vastgesteld op 3879.
In 2006 is het aantal inwoners door het United States Census Bureau geschat op 4305, een stijging van 426 (11.0%).

## Geografie
Volgens het United States Census Bureau beslaat de plaats een oppervlakte van
19,2 km², waarvan 19,0 km² land en 0,2 km² water. Metter ligt op ongeveer 82 m boven zeeniveau.

## Plaatsen in de nabije omgeving
De onderstaande figuur toont nabijgelegen plaatsen in een straal van 24 km rond Metter.